# Николай Николаевич Младший
Великий князь Никола́й Никола́евич (Младший), (6 (18) ноября 1856, Санкт-Петербург — 5 января 1929, Антиб, Франция) — первый сын великого князя Николая Николаевича (старшего) и великой княгини Александры Петровны (урождённой принцессы Ольденбургской), внук Николая I; генерал-адъютант (14 ноября 1894), генерал от кавалерии (1 января 1901). Именовался младшим до смерти отца Николая Николаевича в 1891 году.
Верховный Главнокомандующий сухопутными и морскими силами Российской империи в начале Первой мировой войны (19.07.1914—23.08.1915) и в мартовские дни 1917 года; с 23 августа 1915 года по 2 марта 1917 года — наместник Его Императорского Величества на Кавказе, главнокомандующий Кавказской армией и войсковой наказной атаман Кавказских казачьих войск.
Его супруга с 29 апреля 1907 года — Анастасия (Стана) Черногорская, в первом браке княгиня Романовская герцогиня Лейхтенбергская.

## Военная карьера

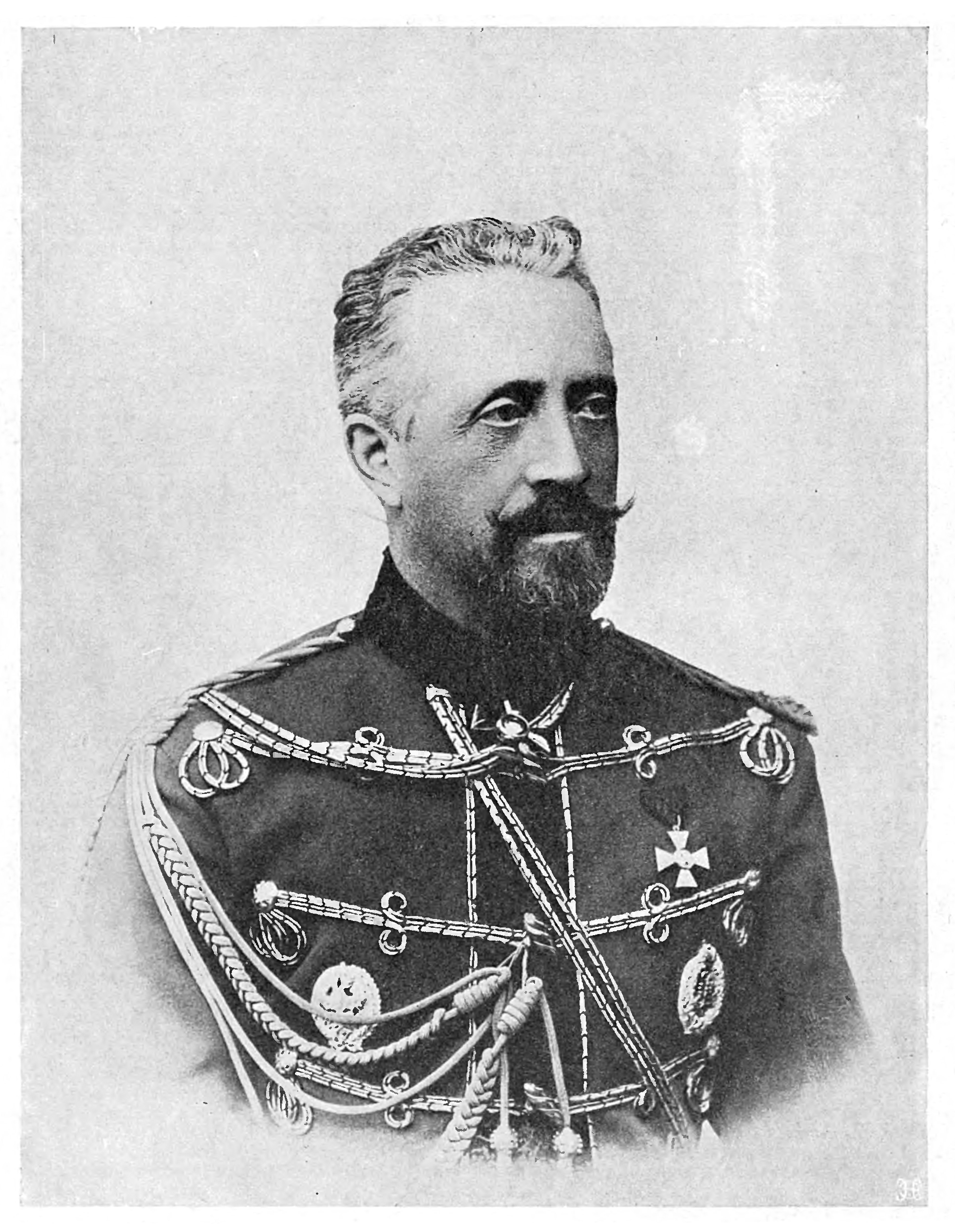
В форме лейб-гвардии Гусарского полка

В 15-летнем возрасте Николай Николаевич был зачислен юнкером в Николаевское инженерное училище. После его окончания в 1872 году произведён в прапорщики, направлен в столичный учебный пехотный батальон. Получив чин подпоручика, переведён в учебный кавалерийский эскадрон. В 1874 году поступил в Николаевскую академию Генерального штаба. В 1876 году окончил академию по первому разряду с малой серебряной медалью. Досрочно произведён в капитаны. Участник русско-турецкой войны 1877—1878 годов, состоял для особых поручений при своём отце — главнокомандующем. В числе первых форсировал Дунай: под огнём противника повёл одну из колонн за собой, воодушевляя солдат личным примером. 16 июня 1877 года был награждён орденом Святого Георгия 4-й степени. Участвовал в штурме Шипкинского перевала. За отвагу 10 июля 1877 года был награждён золотым оружием с надписью «За храбрость». Произвёден в полковники.
После войны Николай Николаевич 12 лет прослужил в Лейб-гвардии Гусарском Его Величества полку, «последовательно занимая должности от командира эскадрона до командира полка». С 6 мая 1884 года — командир полка. С 11 декабря 1890 года — командир 2-й Гвардейской кавалерийской дивизии. С 6 мая 1895 года — генерал-инспектор кавалерии (по 8 июня 1905). Генерал-лейтенант. Усовершенствовал учебный процесс в Офицерской кавалерийской школе. Под его руководством приняты меры по реорганизации кавалерии, введены тренировки на местности. В 1901 году присвоен чин — генерал от кавалерии. Выступал против Бьёркского договора и способствовал его аннулированию.
С 8 июня 1905 года по 26 июля 1908 года — председатель Совета государственной обороны (СГО: создан по инициативе Николая Николаевича 5 мая 1905 года). Провёл пересмотр Положения о полевом управлении войсками и разработку нового устава в 1908 году. В июне 1905 года добился выделения Генерального штаба из состава Военного министерства. По его рекомендации начальником Генерального штаба был назначен генерал Фёдор Фёдорович Палицын. Возглавляя Совет государственной обороны (в июле 1908 года Совет государственной обороны указом Николая II был упразднён), часто превышал свои полномочия: постоянно вмешивался в работу военного и морского министров, что создавало разнобой в управлении войсками. С упразднением Совета «резко возросло влияние военного министра генерала от кавалерии Владимира Александровича Сухомлинова, у которого с Николаем Николаевичем сложились неприязненные отношения».
С 26 октября 1905 года — одновременно с председательством в СГО, Главнокомандующий войсками Гвардии и Санкт-Петербургского военного округа. C 28 февраля 1909 года — попечитель Офицерского собрания Армии и Флота. Перед Великой войной — генерал-адъютант, главнокомандующий войсками гвардии и Петербургского военного округа, генерал от кавалерии.
По натуре Николай Николаевич «был страшно горяч и нетерпелив, но с годами успокоился и уравновесился». Пользовался популярностью в армии.
 Войска верили в него и боялись его. Все знали, что отданные им приказания должны быть исполнены, что отмене не подлежат, и никаких колебаний не будет … 

## Первая мировая война

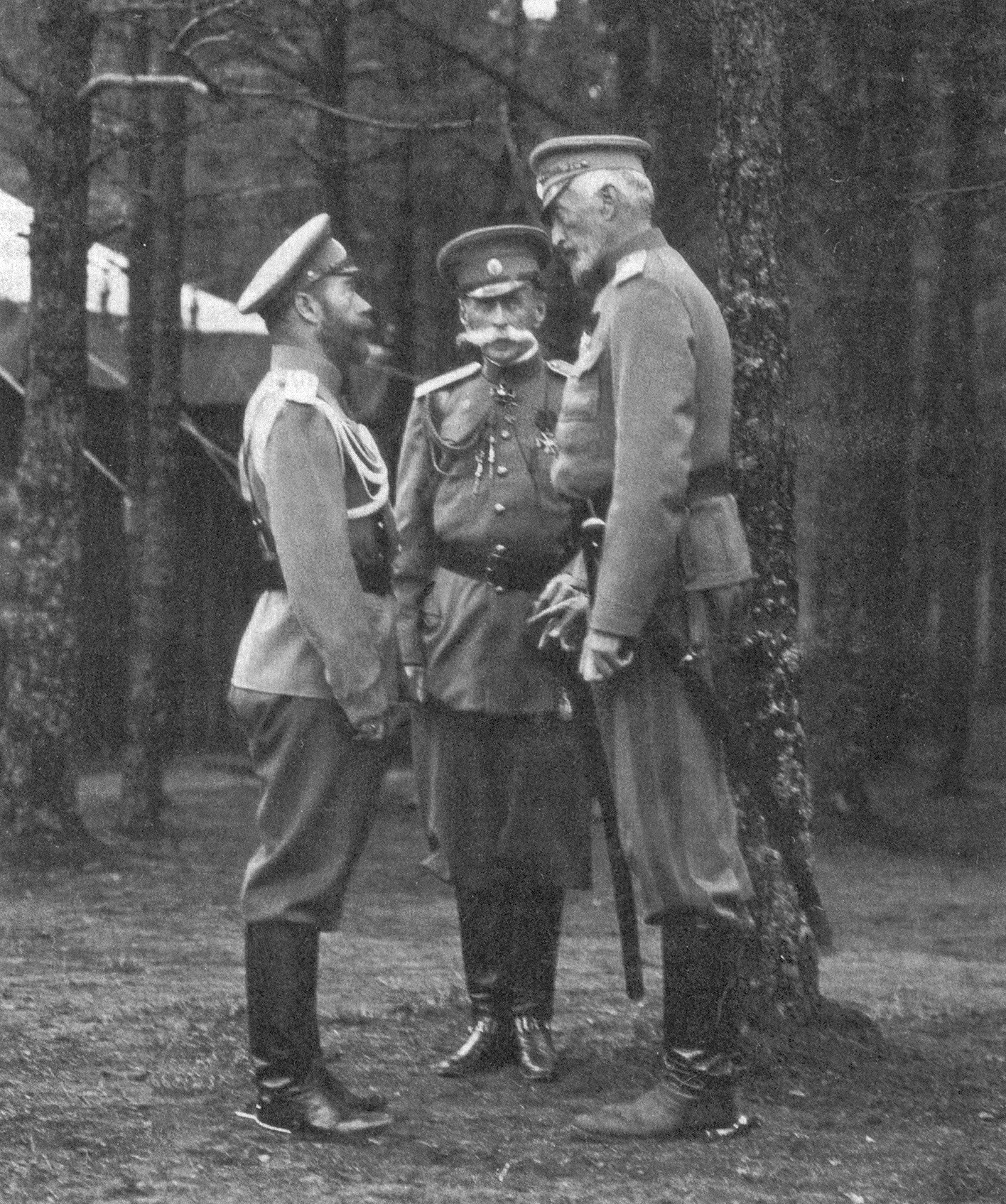
Великий князь Николай Николаевич (справа), император Николай II (слева), министр императорского двора граф Владимир Борисович Фредерикс (в центре) в Ставке. Сентябрь 1914 года.

В предвоенное время Николай Николаевич был устранён от участия в составлении Плана войны. На третий день общей мобилизации русская армия не имела командующего . Согласно плану войны с объявлением мобилизации Государь должен был принять командование. Однако Государь колебался, понимая тяжесть ответственности. 1 августа Совет министров единогласно просил Государя не вступать в командование. Николай II прислушался к голосу Совета и при вступлении России в войну 2 августа назначил великого князя Николая Николаевича Верховным Главнокомандующим. Великий князь принял Ставку такой, какой она уже была. Более того, Государь указал Николаю Николаевичу на недопустимость перемен в составе Ставки. Таким образом, помощниками великого князя стали лица, «повинные в ошибках составленного ими плана». Кроме того, деятельность великого князя ограничивалась недавно утверждённым «Положением о полевом управлении войск». Генерал Сухомлинов «спешно» представил Государю новое Положение, написанное с учётом вступления великого князя в должность Верховного. Положение вносило существенные ограничения в деятельность последнего: командующий попадал в «зависимость от Военного министра и Главнокомандующих фронтами». Потребовалось время, прежде «чем воля великого князя смогла пробиться через наложенные на неё путы» и он смог взяться за исправление ошибок плана войны. 16 августа 1914 года Николай Николаевич принял первое радикальное изменение — отменил наступление на Познань и «направил все свободные силы для победоносного завершения Галицийской битвы». Победа в битве подняла боевой дух русских армий. Но в это же время в Восточной Пруссии  была разгромлена армия генерала Самсонова. Полководческий дар Николая Николаевича, его воля проявились в решительном контрманевре в районе Лодзи в ноябре 1914 года против «манёвра Гинденбурга и Людендорфа». Французский маршал Фердинанд Фош и многие военно-научные исследователи оценили действия Николая Николаевича, как «самое замечательное проявление новейшего военного искусства». К весне 1915 года германскому командованию удалось перебросить из Франции и сосредоточить достаточно сил, чтобы попытаться вывести Россию из войны. К этому времени русские армии все более испытывали острую нужду в боеприпасах, ощущалась нехватка винтовок, снарядов, пулемётов и т. д. Большое искусство в военном деле помогли великому князю отвести армии с Карпат и из «Польского мешка» на новые оборонительные рубежи, избежав окружений. Командующий немецкими войсками на Восточном фронте генерал-фельдмаршал Гинденбург отмечал:
 операция на Востоке … не привела к уничтожению противника. Русские, как и нужно было ожидать, вырвались из клещей и добились фронтального отхода в желательном для них направлении — Эрих фон Фалькенхайн «Верховное командование 1914 - 1916 гг. в его важнейших решениях» М., 1923. с. 11
Однако первый год войны показал неготовность к ней российского государственного организма. Ставка Верховного Главнокомандующего руководствовалась наспех принятым перед самой войной «Положением о полевом управлении войск в военное время», не предусматривающим её связи с военным министерством и вообще с любыми иными государственными органами. Немедленно было порождено двоевластие в военных вопросах, усугубленное взаимной неприязнью Николая Николаевича и В. А. Сухомлинова. Отсутствовало взаимодействие Ставки и с Советом министров, следствием чего стал мощный кризис снабжения армии. Взаимодействие с любыми государственными органами Николай Николаевич мог вести исключительно через императора, поскольку подчинялся он лишь ему, а это порождало волокиту, субъективизм, ведомственные барьеры, злоупотребления на низовых уровнях и т. д. Подняли голос и многочисленные недоброжелатели великого князя, постоянно информирующие императора о диктаторских амбициях Николая Николаевича, к чему неискушенный в политике великий князь и сам постоянно давал поводы, с удовольствием принимая в Ставке многочисленные общественные делегации. В этих условиях недовольство Николая II своим Верховным Главнокомандующим постоянно нарастало и у императора сформировалось мнение о необходимости смещения Николая Николаевича.
19 августа 1915 года на заседании правительства стало известно о принятом Государем решении «устранить великого князя и лично вступить в командование армией». Известие вызвало смятение в правительственных и общественных кругах. Генерал Поливанов на заседании правительства заявил, что «городское управление Первопрестольной столицы на всю Россию заявляет о своём непоколебимом доверии к великому князю, Верховному главнокомандующему, как вождю наших армий против врага». 20 августа министры обратились с просьбой к Николаю II не производить смены Верховного главнокомандующего, а 21 августа в коллективном обращении заявили, что «принятие Вами такого решения грозит, по нашему крайнему разумению, России, Вам и династии Вашей тяжёлыми последствиями». Однако вопреки приведённым доводам Государь сменил Николая Николаевича. Слова немецкого генерала Людендорфа в конце его воспоминаний о компании 1915 года подчёркивают исключительный вред, причинённый России сменой командующего :
 На пути к победе мы сделали новый большой шаг вперед . Обладающий стальной волей великий князь был отстранен. Царь встал во главе войск— Людендорф Э.  «Мои воспоминания о войне 1914 - 1918 гг.» - М. : АСТ, Мн. : Харвест, 2005. - 800 с. (Воспоминания. Мемуары). с. 169
 .

## На Кавказе и в Крыму

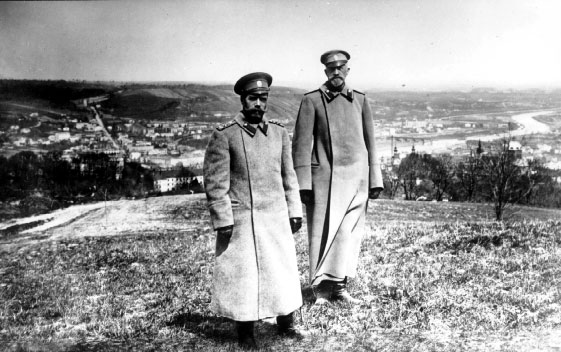
Император Николай II и Верховный Главнокомандующий великий князь Николай Николаевич во время смотра укреплений крепости Перемышль, захваченной русскими войсками. Перемышль, 11.04.1915 г.

26 августа 1915 года из Ставки Николай Николаевич выехал в своё имение Першино, где пробыл три недели, откуда прибыл в Тифлис. Вместе с ним в Тифлис прибыл Николай Николаевич Янушкевич.
Оставался на Кавказе до 1917 года. Так как гражданское управление краем требовало постоянного пребывания великого князя в Тифлисе, непосредственное командование собственно войсками Кавказской армии было вверено генералу Николаю Николаевичу Юденичу. В Тифлисе оставалась организационно-тыловая часть штаба армии с начальником штаба генералом Болховитиновым во главе. Такой порядок установился ещё при предшественнике великого князя графе Илларионе Ивановиче Воронцове-Дашкове и сохранился при Николае Николаевиче.
В 1915—1916 годах Кавказская армия провела ряд успешных операций против турок, удалив их от русских границ (см. Кавказский фронт (Первая мировая война)). В связи с тревожной обстановкой в Персии, в Казвине по решению Ставки был сформирован отдельный экспедиционный корпус Баратова, быстро очистивший от германско-турецкого влияния северную Персию.
В период его наместничества рассматривался вопрос о введении земства на Кавказе, для чего весной 1916 было созвано краевое совещание в Тифлисе.
11 мая 1916 года, по ходатайству Севастопольской городской думы, Николай II утвердил великого князя Николая Николаевича в звании «Почетный гражданин города Севастополя».
В ноябре 1916 года Николай Николаевич вызывался в Ставку в Могилёве для беседы с Николаем II. В декабре 1916 года в Москве состоялось тайное совещание заговорщиков под председательством князя Георгия Евгеньевича Львова. Предполагалась, что Николай II будет свергнут, а всероссийский престол займёт Николай Николаевич. Предложение о занятии престола 1 января 1917 года было передано Николаю Николаевичу через участвовавшего в совещании тифлисского городского голову, председателя Кавказского отдела Всероссийского союза городов Александра Ивановича Хатисова. По воспоминаниям Хатисова, Николай Николаевич попросил некоторое время на размышление, а через два дня отказался от сделанного предложения, заявив, что «мужик» и «солдат» не поймут насильственного переворота.
О событиях Февральской революции в Петрограде великий князь узнал 1 марта в Батуме, куда ездил на встречу с командующим Черноморским флотом адмиралом Александром Васильевичем Колчаком.
Великий князь выехал 7 марта из Тифлиса в сопровождении своего брата, великого князя Петра Николаевича, и его сына, князя Романа Петровича, и прибыл в Ставку в Могилёв 11 марта, чтобы занять должность Верховного Главнокомандующего. Однако, получив письмо главы Временного правительства князя Г. Е. Львова с решением Временного правительства о невозможности для него быть Верховным Главнокомандующим, после совещания с генералом Михаилом Васильевичем Алексеевым, отказался от этого поста.
Приказом армии и флоту о чинах военных от 11 марта 1917 года, числящийся по гвардейской кавалерии и состоящий по Уральскому и Кубанскому казачьим войскам, Верховный Главнокомандующий, генерал от кавалерии великий князь Николай Николаевич был отчислен от должности, вследствие его ходатайства об освобождении от Верховного командования и об увольнении от службы.
21 марта 1917 года лишён звания генерал-адъютанта в связи с упразднением всех военно-придворных званий.
31 марта 1917 года числящийся по гвардейской кавалерии и состоящий по Уральскому и Кубанскому казачьим войскам генерал от кавалерии великий князь Николай Николаевич уволен, по прошению, от службы с мундиром.

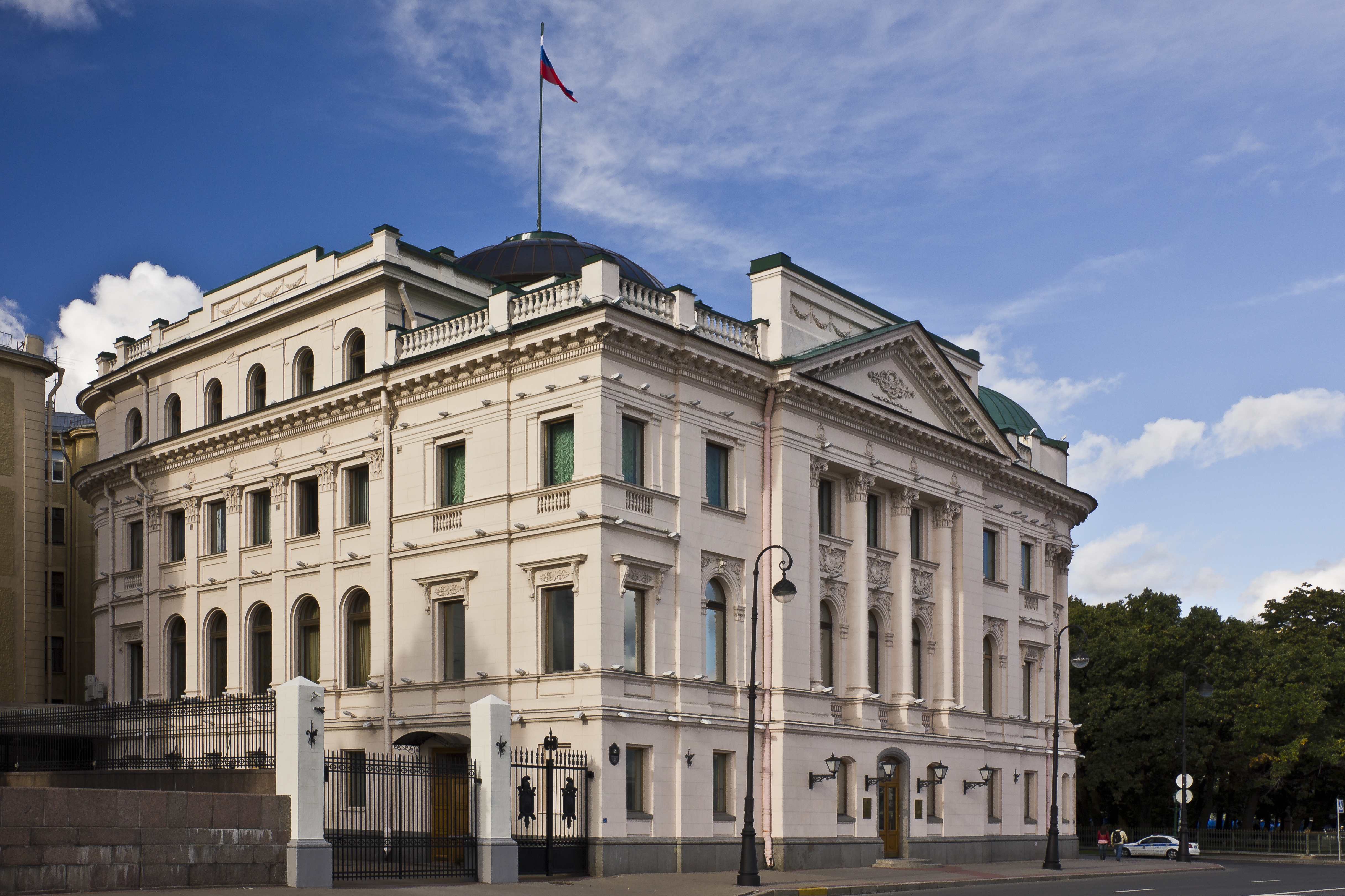
Дворец великого князя

Великий князь оставил военную деятельность и уехал в крымское имение Дюльбер, принадлежавшее его младшему брату Петру Николаевичу. В имении он жил и во время событий Октябрьской революции и во время германской оккупации Крыма в 1918 году, ни с кем не общаясь и никого не принимая. По воспоминаниям П. Н. Врангеля, также находившегося в тот период в Крыму, на следующий день после занятия германцами Кореиза в Дюльбер прибыли представители германского командования. Николай Николаевич передал приехавшим «что, если они желают видеть его, как военнопленного, то он, конечно, готов этому подчиниться, если же их приезд есть простой визит, то он не находит возможным его принять». Немецкие офицеры держали себя корректно и передали, что великий князь ни в чём стеснён не будет. На вопрос офицеров, нуждается ли он в германской охране, великий князь ответил, что он предпочитает сформировать русскую охрану, что и было сделано. Главой отряда матросов-большевиков, охранявших в Дюльбере Романовых, был комиссар Севастопольского Совета Задорожный.
По воспоминаниям Феликса Феликсовича Юсупова, также находившегося в Крыму в тот период, в мае 1918 года в Крым прибыл адъютант германского императора, с поручением от последнего найти какого-нибудь из Романовых, чтобы тот подписал Брест-Литовский договор в обмен на русский престол. Все те, к кому адъютант обратился с этим предложением, его гневно отвергли, а великий князь Александр Михайлович заявил, «что в семье его не было, нет и не будет предателей».
С угрозой вступления в Крым красных войск в конце марта 1919 в ходе Крымской эвакуации 1919 года оставил русскую землю на английском дредноуте «Мальборо», вместе с императрицей Марией Фёдоровной и другими членами Российского Императорского Дома, остававшимися в Крыму.

## Роль в развитии псовой охоты
В 1887 году Николай Николаевич купил пришедшее в упадок имение в селе Першино Алексинского уезда Тульской губернии и основал там Першинскую великокняжескую охоту. Для прибытия высокопоставленных гостей рядом была сооружена железнодорожная станция Рюриково (ныне заброшенная).
В Першине хорошо была поставлена селекционная работа. Першинские русские псовые борзые считались образцовыми. Щенков широко раскупали иностранцы.
Считается, что именно Першинская охота способствовала популяризации этой породы в мире, и её сохранению после революции. Также именно в Першине была выведена управляющим делами великого князя Д. П. Вальцевым порода «русская пегая гончая». Просуществовала Першинская охота до 1914 года.

## В эмиграции

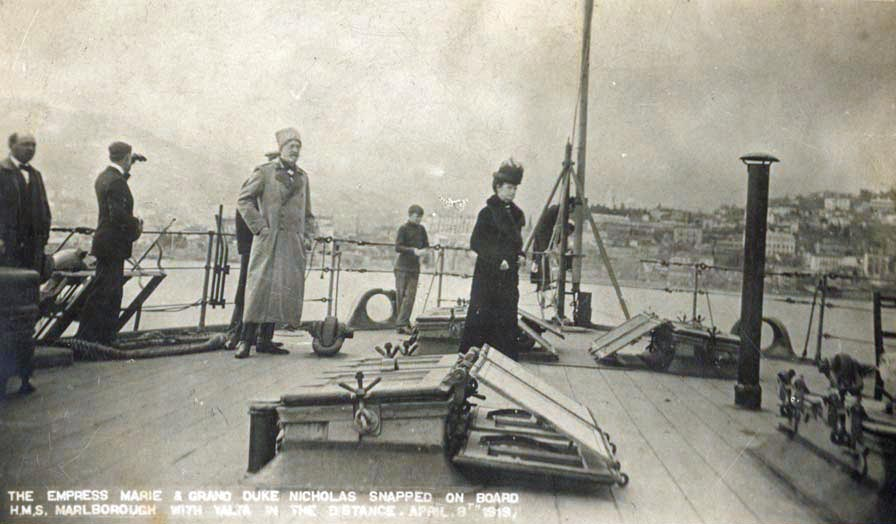
Мария Фёдоровна и Николай Николаевич на борту британского линкора «Мальборо» 11 апреля 1919 года. На горизонте видна Ялта

В эмиграции с апреля 1919 года жил в Италии в Генуе в качестве гостя своего родственника короля Виктора Эммануила III.
С 1922 года — во Франции. Проживал под фамилией Бори́сов на вилле «Тенар» в Антибе; с ним же жил его младший брат, великий князь Пётр Николаевич. С июля 1923 года Николай Николаевич и его жена Анастасия поселились в загородном доме в Santeny (Валь-де-Марн), в замке Шуаньи (фр. Choigny), в двадцати километрах от Парижа.
В 1922 году был провозглашён императором всероссийским на территории Дальнего Востока, где были последние очаги сопротивления белого движения.
16 ноября 1924 года принял общее руководство наиболее многочисленной русской военной организацией в эмиграции — Русским Обще-Воинским Союзом. По мнению некоторых историков, реального руководства не осуществлял, но некоторые придерживаются противоположной точки зрения.
Среди некоторых групп белой эмиграции считался претендентом на российский престол как старший по возрасту и самый известный член династии, хотя сам никаких монархических притязаний не высказывал. Когда к нему с особым письмом обратился великий князь Кирилл Владимирович после того, как провозгласил себя Императором Всероссийским, решительно отверг притязания Кирилла Владимировича на императорский титул, заявив, что вопрос о монархии может решаться «русским народом на родной земле». Попытки некоторых группировок провозгласить его императором в изгнании не имели однозначной поддержки у русской эмиграции и не вполне одобрялись церковными кругами, а также родственниками императорской династии из других владетельных домов.

## Уход из жизни
После ухудшения здоровья, в октябре 1928 года переехал в Антиб, где снова арендовал ту же виллу «Тенар». Скончался 5 января 1929 года, в 9 часов 30 минут вечера на своей вилле. Вследствие внезапного ослабления деятельности сердца смерть наступила почти мгновенно. У тела было установлено воинское дежурство, которое несли офицеры охраны его императорского высочества и офицеры и казаки л.-гв. Атаманского полка, кадр которого находился в Каннах, а также некоторые генералы и офицеры, не принадлежащие к этим частям.
Отпевание было совершено в каннской церкви Святого Архангела Михаила архиепископом Серафимом (Лукьяновым) (РПЦЗ) в присутствии высших военных чинов Франции. У его гроба стоял почётный караул из чинов русской армии.
Похоронен в крипте того же храма. В 1935 году рядом похоронили и его супругу.

## Перезахоронение
В 2014 году внучатые племянники Николая Николаевича князья Николай Романович и Димитрий Романович обратились к правительству России с просьбой о перезахоронении останков великого князя и его супруги в России. Идею о перезахоронении поддержал спикер Государственной думы РФ Сергей Евгеньевич Нарышкин. 1 декабря 2014 года премьер-министр РФ Дмитрий Анатольевич Медведев подписал указ о создании межведомственной рабочей группы по организации церемонии переноса из Франции и захоронения в Москве праха великого князя Николая Николаевича и его супруги великой княгини Анастасии Николаевны. Согласно документу, останки членов императорской фамилии могут быть погребены в часовне в честь Преображения Господня на Братском воинском кладбище российской столицы. По словам государственного герольдмейстера Георгия Вилинбахова, за основу церемонии взят сценарий переноса в 2006 году из Дании в Петербург праха императрицы Марии Федоровны.
24 апреля 2015 года в Каннах, в Архангело-Михайловском храме, где покоились останки Николая Николаевича и Анастасии Николаевны, состоялась церемония эксгумации, после которой в нижнем храме, где находятся могилы представителей рода Романовых, была отслужена лития. Затем гробы с останками были перенесены наверх, на паперть храма (сам храм по решению приходского совета был закрыт), где прошла панихида, которую возглавил архиепископ Женевский и Западно-Европейский Михаил (Донсков), с участием хора и православного священства из различных приходов Лазурного Берега. После панихиды, во время которой в почётном карауле стояли князь А. А. Трубецкой (Гвардейское Объединение) и полковник В. Н. Греков (Лейб-Казаки), архиепископ Михаил обратился к собравшимся с проповедью. На церемонии присутствовал князь Димитрий Романович, его внучатый племянник князь Ростислав Ростиславович, а также префект департамента Приморских Альп, мэр Канн, посол РФ во Франции Александр Константинович Орлов. После панихиды останки на самолёте были доставлены из Ниццы в Париж.
27 апреля в Париже в базилике Дома инвалидов, где проводятся важнейшие церемонии французского государства, состоялась торжественная церемония прощания с великим князем. Открывая торжественную панихиду, епископ вооружённых сил Франции Люк Равель назвал богослужение данью памяти главнокомандующему войсками союзной державы. Панихиду по православному обряду по благословению Патриарха Московского и всея Руси Кирилла возглавил епископ Корсунский Нестор (Сиротенко). Во время богослужения пел хор учащихся Парижской православной семинарии. Лейб-Казаки присутствовали под своим Георгиевским штандартом и привезли большой портрет великого князя в лейб-казачьем мундире.
На заупокойном богослужении по великокняжеской чете молились представители рода Романовых, потомки белоэмигрантов, министр культуры РФ Владимир Ростиславович Мединский, посол РФ во Франции Александр Константинович Орлов, представители министерства обороны, ветеранских и общественных организаций. По завершении панихиды французские республиканские гвардейцы пронесли на руках через Почётный двор Дома Инвалидов гроб с прахом великого князя. Подобная почесть обычно оказывается при прощании с маршалами Франции. Из базилики Дома Инвалидов кортеж автомобилей с останками великого князя и его супруги отправился в парижский аэропорт, где их приняли на российский спецборт. Вечером 27 апреля тела Николая Николаевича и его супруги были доставлены военным самолётом Ил-62 из Парижа на подмосковный аэродром Чкаловский.
30 апреля прах был захоронен в часовне Спаса Преображения на Братском кладбище. На церемонии присутствовали спикер Госдумы Сергей Нарышкин, патриарх Кирилл, мэр Москвы Сергей Собянин, заместитель министра обороны Николай Панков, князь Димитрий Романович с супругой и князь Ростислав Ростиславович. Заупокойную литию совершил митрополит Волоколамский Иларион. Почётный караул произвёл три залпа в честь великого князя, после чего прах был предан земле.

## Оценки
В своих воспоминаниях генерал Юрий Никифорович Данилов писал, что с объявлением Германией России войны должен был срочно решиться вопрос о Верховном главнокомандующем Русскими армиями. Государь должен был возложить на себя обязанности Верховного. В этом намерении его поддерживала Императрица Александра Федоровна. Внутренне сознавая свою неподготовленность, Николай II обратился к Совету министров. Министры во главе с Иваном Логгиновичем Горемыкиным высказали сомнения в возможность оставления Государем столицы. Государю пришлось уступить. На должность Верховного было два кандидата : Главнокомандующий войсками Гвардии и Петербургского военного округа великий князь Николай Николаевич и военный министр генерал-адъютант В. А. Сухомлинов. Выбор императора остановился на великом князе. Высочайшим указом 2 августа 1914 года было объявлено о назначении Николая Николаевича Верховным главнокомандующим Русскими армиями.
 Великий князь Николай Николаевич был назначен на пост Верховного главнокомандующего не только тогда, когда все подготовительные к войне работы были закончены, но даже тогда, когда они стали приводиться уже в исполнение. 
Был известен тем, что на посту Верховного главнокомандующего назвал «далеко не своевременными» слова епископа Таврического и Симферопольского Димитрия в защиту несправедливо избиваемых лиц, носящих немецкие фамилии.
Переоценка великим князем своих способностей повлекла в итоге ряд крупных военных ошибок, а попытки отвести от себя соответствующие обвинения, повлекли раздувание германофобии и шпиономании. Одним из подобных наиболее значимых эпизодов стало завершившееся казнью невиновного дело полковника Мясоедова, где Николай Николаевич играл первую скрипку наряду с Александром Ивановичем Гучковым. Командующий фронтом, ввиду разногласия судей, не утвердил приговор, однако судьбу Мясоедова решила резолюция Верховного главнокомандующего великого князя Николая Николаевича: «Все равно повесить!».
Это дело, в котором великий князь играл первую роль, повлекло усиление чётко ориентированной подозрительности общества и сыграло свою роль в том числе в майском 1915 года немецком погроме в Москве. Известный русский исследователь профессор Георгий Михайлович Катков писал:

Впервые русское общественное мнение как бы получило официальное подтверждение немецкого влияния в высоких правительственных кругах. Позиция Гучкова, по видимости, полностью оправдывалась. Все было подготовлено для решительного выражения недоверия правительству— Катков Г.М. Февральская революция
Получивший в армии прозвище «Лукавый» за чрезмерное честолюбие, жажду власти, по свидетельству близко с ним сотрудничавшего В. А. Сухомлинова, обладавший «ограниченными духовными качествами, злым и высокомерным характером», за то, что «предпочитал работу за кулисами и становился, таким образом, безответственным перед общественным мнением». Данные качества отмечались посетителями Ставки, императрицей Александрой Феодоровной, «царским другом» Г. Е. Распутиным.
Военный министр В. А. Сухомлинов свидетельствовал:

Мания величия великого князя дошла до того, что он стал вмешиваться в дела Совета Министров… Вскоре началось паломничество в Ставку лиц, никакой связи с задачами и обязанностями верховного командования не имевших, но искавших лишь предлога для поездки туда. Николай Николаевич был ведь всесильным человеком— Сухомлинов В.А. Воспоминания
Все же не эти нарушения великого князя как Верховного главнокомандующего заставили императора принять решение об устранении великого князя с этого поста: как пишет военный историк А. А. Керсновский, к лету 1915 года «на Россию надвинулась военная катастрофа».
Приехавший 5 мая 1915 года в Ставку Николай II отложил свой отъезд домой:

Мог ли Я уехать отсюда при таких тяжелых обстоятельствах. Это было бы понято так, что Я избегаю оставаться с Армией в серьёзные моменты. Бедный Н[иколаша], рассказывая Мне все это, плакал в Моем кабинете и даже спросил Меня, не думаю ли Я заменить его более способным человеком. Я нисколько не был возбужден, Я чувствовал, что он говорит именно то, думает. Он все принимался Меня благодарить за то, что Я остался здесь, потому что Мое присутствие успокаивало его лично
Приезжавший в сентябре 1915 года в Ставку генерал Михаил Васильевич Алексеев также был «поражён царящей там неурядицей, растерянностью и унынием. Оба, и Николай Николаевич и Янушкевич, растерялись от неудач Северо-Западного фронта и не знают, что предпринять».
Была сдана Варшава, Ковно, были взорваны укрепления Бреста, немцы приближались к Западной Двине, была начата эвакуация Риги. В таких условиях Николай II решил отстранить не справлявшегося великого князя и сам встать во главе Русской армии. По оценке военного историка А. А. Керсновского такое решение императора было единственным выходом:

Это было единственным выходом из создавшейся критической обстановки. Каждый час промедления грозил гибелью. Верховный главнокомандующий и его сотрудники не справлялись больше с положением — их надлежало срочно заменить. А за отсутствием в России полководца заменить Верховного мог только Государь— А.А. Керсновский История Русской Армии.
Ряд его современников, бывших причастными к процессу принятия политических решений в царствование Николая II, весьма негативно оценивали его роль как политической фигуры (с правых позиций); так, великий князь Александр Михайлович в своих мемуарах писал:

Из всех членов Императорской Семьи Великий Князь Николай Николаевич, старший сын моего дяди Великого Князя Николая Николаевича старшего, имел самое большое влияние на наши государственные дела. Два важнейшие акта в истории России — манифест 17 октября 1905 года и отречение Императора Николая II 2 марта 1917 года — следует приписать полнейшей аберрации политического предвидения Великого Князя Николая Николаевича. <…> Я далёк от мысли умалять его редкую честность и добрые намерения. Людьми типа Великого Князя Николая Николаевича можно было бы пользоваться с большим успехом в любом хорошо организованном государстве, при условии, чтобы Монарх сознавал бы ограниченность ума этого рода людей. Мой двоюродный брат Великий Князь Николай Николаевич был превосходным строевым офицером. Не было равного ему в искусстве поддерживать строевую дисциплину, обучать солдат и готовить военные смотры. Тот, кому случалось присутствовать на парадах Петербургского гарнизона, имел возможность видеть безукоризненное исполнение воинских уставов в совершенстве вымуштрованной массой войск: каждая рота одета строго по форме, каждая пуговица на своем месте, каждое движение радовало сердце убежденных фронтовиков. Если бы Великий Князь Николай Николаевич оставался бы на посту Командующего войсками гвардии и Петроградского Военного Округа до февраля 1917 года, он всецело оправдал бы все ожидания и сумел бы предупредить февральский солдатский бунт. Оглядываясь на двадцатитрёхлетнее правление Императора Николая II, я не вижу логического объяснения тому, почему Государь считался с мнением Николая Николаевича в делах государственного управления. Как все военные, привыкшие иметь дело со строго определёнными заданиями, Николай Николаевич терялся во всех сложных политических положениях, где его манера повышать голос и угрожать наказанием не производила желаемого эффекта. Всеобщая забастовка в октябре 1905 года поставила его в тупик, так как кодекс излюбленной им военной мудрости не знал никаких средств против коллективного неповиновения. Нельзя же было арестовать несколько миллионов забастовщиков.

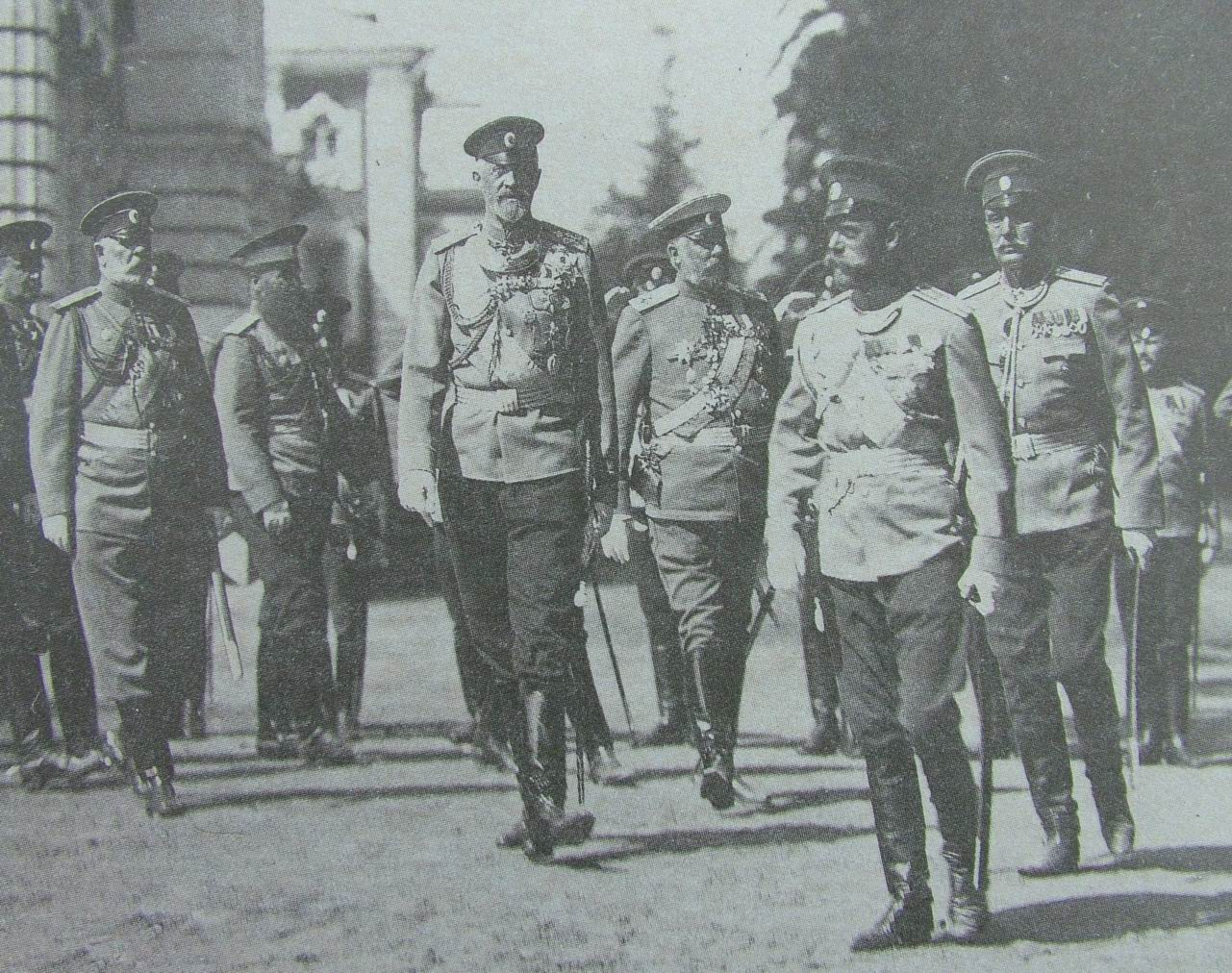
Николай II и Николай Николаевич младший на параде. фотография Карла Буллы (1913 год)

Генерал Александр Александрович Мосолов, бывший с 1900 по 1916 годы начальником Канцелярии Министерства императорского двора, в своих воспоминаниях свидетельствовал о его особой роли в том, что Николай II пошёл на издание манифеста 17 октября 1905 года на пике революционной смуты: председатель Комитета министров (вскоре ставший председателем Совета министров) Сергею Юльевичу Витте докладывал царю, что есть только две возможности в сложившейся ситуации — дарование конституции или введение диктатуры; в Петербург был вызван Николай Николаевич, что было воспринято правыми кругами как знак того, что император намерен избрать второй путь; при такого рода словах, сказанных великому князю графом Владимиром Борисовичем Фредериксом, Николай Николаевич, в крайнем возбуждении, выхватил револьвер и закричал, что, если царь не примет программы Витте, то он застрелится у него на глазах (пересказ со слов барона Фредерикса). На исключительной роли Николая Николаевича в том, что царь избрал тогда путь уступок, настаивал во второй части своих воспоминаний (писались в январе 1908 года) и сам граф Витте; при этом Витте пояснял: «Под каким влиянием Великий Князь тогда действовал, мне было неизвестно. Мне было только совершенно известно, что Великий Князь не действовал под влиянием логики и разума, ибо он уже давно впал в спиритизм и так сказать свихнулся, а с другой стороны, по „нутру“ своему представляет собою типичного носителя неограниченного самодержавия или, вернее говоря, самоволия, т.-е. „хочу и баста“».
В феврале 1917 года, в числе ряда прочих, склонял императора к отречению, по поводу чего, а также его беспомощности в эмиграции, генерал Мосолов писал: «Письмо его государю перед отречением последнего свидетельствует о крайне узком кругозоре и весьма не возвышенной душе. <…> Во Франции, в изгнании, Николай Николаевич не сумел воссоединить русских монархистов в единое целое и, не пожелав признать главенства вел. князя Кирилла Владимировича, значительно способствовал бессилию наших легитимистов, лишённых возможности стать под единомышленным возглавлением».

Великий князь Александр Михайлович, имевший разговор с Николаем на следующий по отречении последнего день, писал о поведении бывшего царя, пытавшегося объяснить ему необходимость своего шага: 

«Он показал мне пачку телеграмм, полученных от главнокомандующих разными фронтами в ответ на его запрос. За исключением генерала Гурко, все они и, между ними генералы Брусилов, Алексеев и Рузский, советовали Государю немедленно отречься от престола. Он никогда не был высокого мнения об этих военачальниках и оставил без внимания их предательство. Но вот в глубине пакета он нашел ещё одну телеграмму, с советом немедленно отречься и она была подписана Великим Князем Николаем Николаевичем.

— Даже он! — сказал Ники, и впервые голос его дрогнул».

### Военные чины и свитские звания
- Вступил в службу (11.07.1871)[53]
- Подпоручик (05.07.1872)
- Поручик (06.11.1873)
- Штабс-капитан (01.04.1876)

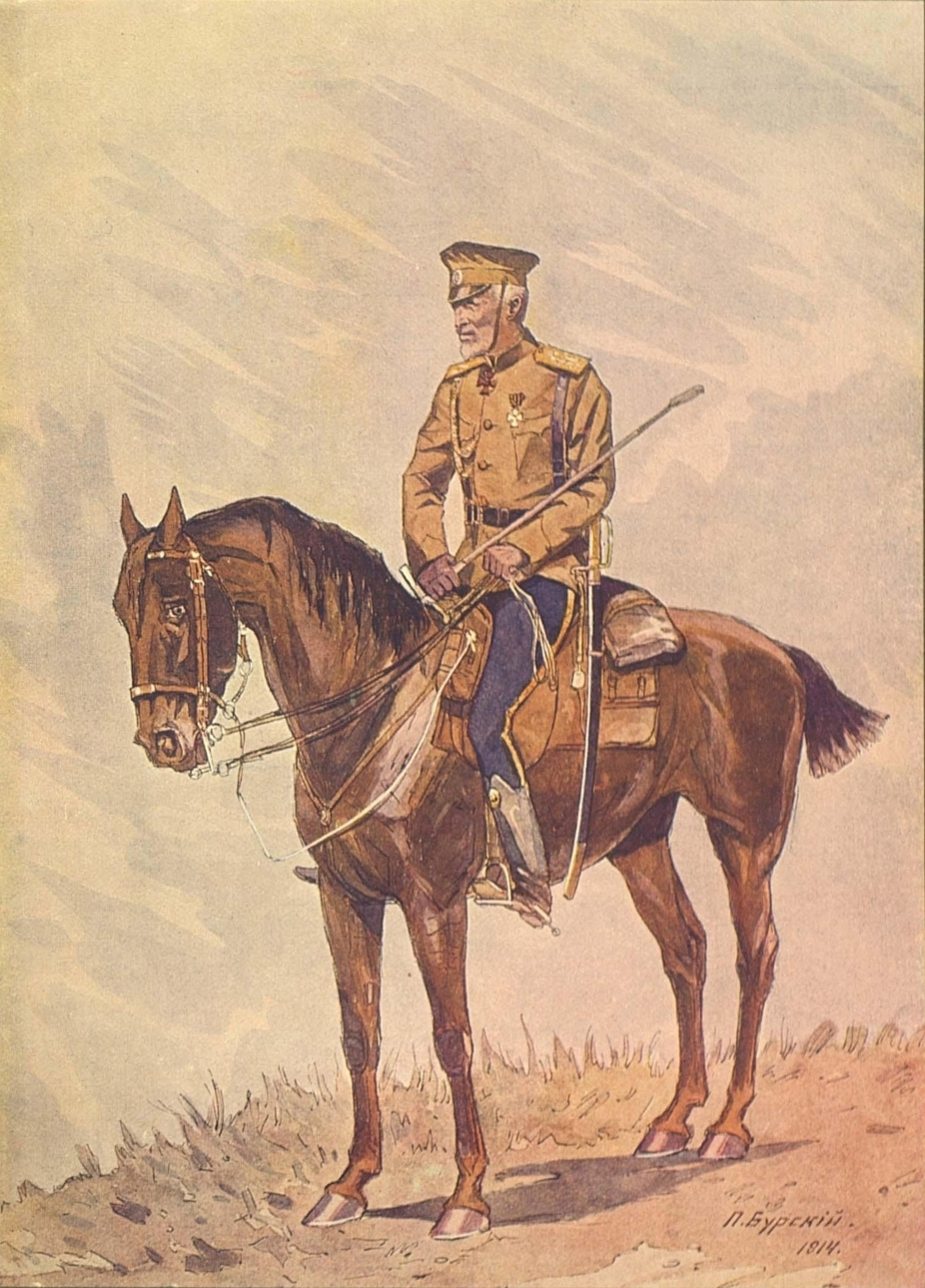
1914 год. Конный портрет

- Флигель-адъютант к Его Величеству (1876)
- Капитан (06.11.1876)
- Полковник (10.09.1877)
- Генерал-майор (30.08.1885)
- Генерал-лейтенант (26.02.1893)
- Генерал-адъютант Его Императорского Величества (14.11.1894)
- Генерал от кавалерии (01.01.1901, со старшинством от 06.12.1900)

### Награды
Российские:
- орден Святого Андрея Первозванного (25.11.1856);
- орден Святого Александра Невского (25.11.1856);
- орден Белого орла (25.11.1856);
- орден Святой Анны 1-й степени (25.11.1856);
- орден Святого Станислава 1-й степени (11.06.1865);
- орден Святого Георгия 4-й степени (16.06.1877);
- золотая сабля с надписью «За храбрость» (10.07.1877);
- орден Святого Владимира 3-й степени (1884);
- Высочайшая благодарность (1889);
- орден Святого Владимира 2-й степени (30.08.1890);
- Высочайшая благодарность (1890);
- Высочайшая благодарность (1893);
- Высочайшая благодарность (1894);
- Высочайшая благодарность (1895);
- Высочайшая благодарность (1896);
- орден Святого Владимира 1-й степени (14.05.1896);
- Высочайшая благодарность (1897);
- Искренняя признательность Его Величества (1901);
- Высочайший рескрипт (1901);
- Высочайшая искренняя благодарность (1902);
- выражение сердечной признательности Его Императорского Величества в Высочайшем рескрипте (1905);
- выражение сердечной признательности Его Императорского Величества в Высочайшем рескрипте (1906);
- изъявление особой сердечной благодарности Его Императорского Величества (1908);
- выражение глубокой признательности Его Императорского Величества в Высочайшем рескрипте (1908);
- душевная признательность Его Императорского Величества (1909);
- глубокая признательность Его Императорского Величества в Высочайшем рескрипте (1909);
- душевная признательность Его Императорского Величества (1910);
- в Высочайшем рескрипте глубокая признательность Его Императорского Величества (1910);

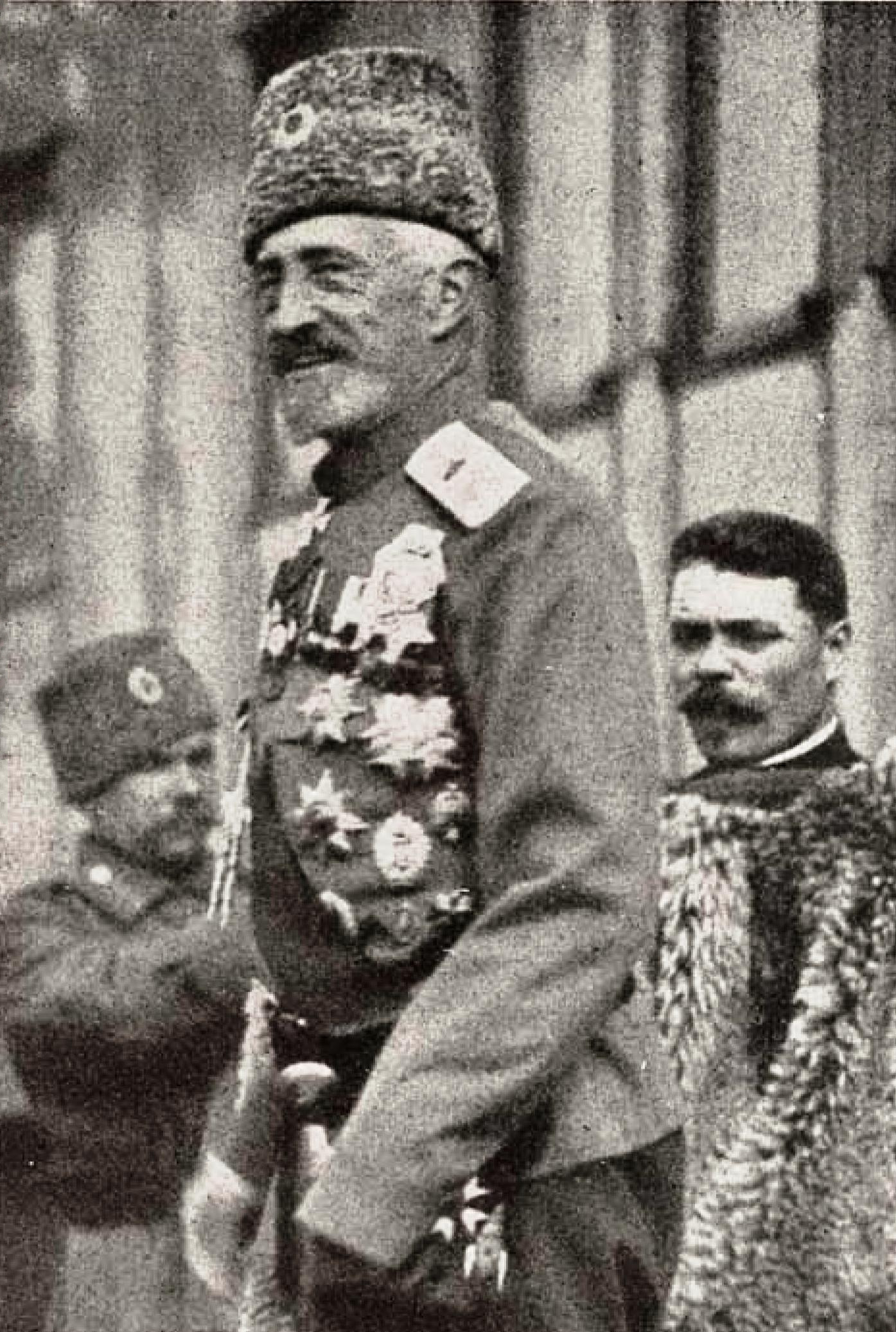
Николай Николаевич

- при Высочайшем рескрипте портрет государя императора Николая II, осыпанный бриллиантами, для ношения на груди (11.06.1911);
- душевная признательность Его Императорского Величества (1911);
- душевная признательность Его Императорского Величества (1911);
- душевная признательность Его Императорского Величества (1912);
- душевная признательность Его Императорского Величества (1912);
- знак отличия беспорочной службы за XL лет (1912);
- Высочайший рескрипт (1913);
- признательность Его Императорского Величества (1913);
- орден Святого Георгия 3-й степени (23.09.1914);
- орден Святого Георгия 2-й степени (09.03.1915);
- Георгиевское оружие, украшенное бриллиантами, с надписью «За освобождение Червонной Руси» при Высочайшем рескрипте (12.04.1915);
- в Высочайшем рескрипте глубокая благодарность Его Императорского Величества (23.08.1915).

Иностранные:
- мекленбург-шверинский крест «За военные заслуги»[нем.] (1874);
- греческий орден Спасителя 1-й степени (1875);
- прусский орден Чёрного орла 1-й степени (1878);
- мекленбург-шверинский орден Вендской короны, большой крест (1878);
- сербский орден Таковского креста 1-й степени (1878);
- черногорский орден Князя Даниила I 1-й степени (1878);
- румынский орден Звезды Румынии (1878);
- прусский орден «Pour le Mérite» (1878);
- румынский крест «За переход через Дунай» (1878);
- австрийский орден Святого Стефана, большой крест (1896);
- французского орден Почётного легиона, большой крест (20.12.1896)[54];
- ольденбургский орден Заслуг герцога Петра-Фридриха-Людвига (1902);
- датский орден Слона (19.07.1909);
- великобританский орден Бани, большой крест (1915);
- французская медаль «За военные отличия» (1915);
- бельгийский орден Леопольда II, большой крест (1915).

## Личная жизнь и брак
В конце 1880-х у него возник роман с дочерью мелкого лавочника С. И. Бурениной, женой купца-меховщика и матерью двоих детей. Просил у императора Александра III согласия на брак с ней. Из опубликованной после революции докладной записки обер-прокурора Святейшего синода Константина Петровича Победоносцева императору от 7 августа 1892 года явствует, что 6 мая того же года император устно дал согласие на их брак, который, однако, был позже не дозволен «по изменившимся обстоятельствам» (подлинные слова резолюции Александра III на докладе).
29 апреля 1907 года, в Ялте сочетался браком с Анастасией Николаевной, урождённой принцессой Черногорской; ей было сорок лет, жениху пятьдесят. Для неё это был второй брак. На церемонии присутствовали только самые близкие. Детей у них не было. Как свидетельствует протопресвитер русской армии и флота Георгий Иванович Шавельский, находясь во время Первой мировой войны в ставке в Барановичах, великий князь каждый день писал письма жене в Киев.

## Шеф полков
Высочайшими повелениями был назначен шефом:
- лейб-гвардии Литовского полка (с 06.11.1856),
- 56-го пехотного Житомирского полка (с 15.06.1878),
- 16-го гусарского Иркутского полка (с 30.07.1912),
- 3-й роты лейб-гвардии 4-го стрелкового Императорской Фамилии полка (с 27.12.1905).

Также числился в списках:
- лейб-гвардии Преображенского полка (с 03.12.1905),
- лейб-гвардии Павловского полка (с 30.08.1906),
- лейб-гвардии 4-го стрелкового Императорской Фамилии полка (с 28.01.1857),
- лейб-гвардии Конного полка (с 25.03.1915),
- лейб-гвардии Гусарского полка (с 06.11.1856),
- лейб-гвардии Казачьего полка (с 23.01.1914),
- лейб-гвардии Сапёрного батальона (с 06.11.1856),
- 8-го драгунского Астраханского полка (с 20.08.1898),
- Николаевского инженерного училища (с 28.11.1912),
- Уральского казачьего войска.

## Членство в организациях
- Почётный член Николаевской инженерной академии
- Почётный член Императорской Николаевской военной академии
- Член Императорского Русского Военно-исторического общества

## Кинохроника
- Великий Князь Николай Николаевич объезжает Русско-Турецкий фронт. на YouTube
- Царь Николай II и Николай Николаевич
- Николай Николаевич во время разговора

### Киновоплощения
- Чарльз Крейг[англ.] («Падение Романовых» 1917)
- Гарри Эндрюс («Николай и Александра», 1971)
- Александр Рязанцев («Распутин», 2011)